# Phytogéographie
Ne doit pas être confondu avec Phylogéographie.
La phytogéographie (du grec phuton, plante, gê, terre, et graphein, écrire), ou géographie botanique ou encore géobotanique, est une science, au croisement de la botanique et de la géographie, qui étudie la répartition des végétaux à la surface du globe et les causes de cette répartition ainsi que les relations existantes entre les espèces ou communautés végétales d'une part, les caractéristiques géographiques, mésologiques (climat, sol) et biologiques (ensemble des organismes vivants) d'autre part. Les premiers travaux phytogéographiques ont principalement été fondés sur les notions développées par le Suisse Augustin Pyrame de Candolle, ainsi que par les Français Charles Henri Marie Flahault et Henri Gaussen.

## Histoire de la phytogéographie
Les pères de la phytogéographie sont les explorateurs des XVIIIe et XIXe siècles, parmi lesquels Jean-Baptiste de Lamarck (1744-1829), Augustin Pyrame de Candolle (1778-1841), Alexander von Humboldt (1769-1859), Aimé Bonpland (1773-1858), Adolf Engler (1844-1930).
En France la phytogéographie connaît un destin assez lié à celle de la phytosociologie, aussi retrouve-t-on des grands noms communs aux deux disciplines comme Charles Flahault (1852-1935) et Henri Gaussen (1891-1981).
En 1805, Humboldt et Bonpland publient leur Essai sur la géographie des plantes.
En 1815, les précurseurs Lamarck et Candolle dressent la Petite carte des régions botaniques de France.
En 1820, Candolle détermine, d'après l'endémisme des Plantes de par le monde, 20 régions botaniques ainsi rangées :
1. La région hyperboréenne, c'est-à-dire les extrémités boréales d'Asie, Europe et Amérique.
2. La région européenne, c'est-à-dire l'Europe, sauf les parties voisines du pôle et celles qui entourent la Méditerranée.
3. La région sibérienne, c'est-à-dire la Sibérie et la Tartarie.
4. La région méditerranéenne, c'est-à-dire tout le bassin géographique de la Méditerranée.
5. La région orientale, c'est-à-dire les pays voisins des mers Noire et Caspienne.
6. L'Inde et son Archipel.
7. La Chine, la Cochinchine et le Japon.
8. La Nouvelle-Hollande.
9. Le cap de Bonne-Espérance.
10. L'Abyssinie, la Nubie et les côtes du Mosambique.
11. Les environs du Congo, du Sénégal et du Niger.
12. Les îles Canaries.
13. Les États-Unis d'Amérique.
14. La côte ouest de l'Amérique boréale tempérée.
15. Les Antilles.
16. Le Mexique.
17. L'Amérique méridionale entre les tropiques.
18. Le Chili.
19. Le Brésil austral et Buénos-Ayres.
20. Les terres Magellaniques.

À la suite des travaux d'Adolf Engler (1879 & 1882) sur la répartition mondiale des Plantes en « royaumes floraux » (all. Florenreiche), Ludwig Diels a été conduit en 1908 à porter les grandes régions florales, à l'échelle du monde, au nombre de six : Holarktis, Palæotropis, Neotropis, Capensis, Australis et Antarktis,.

## Cartographie
Des cartes phytogéographiques permettent de diffuser la connaissance et d'entreprendre des études affinées.
Les principes de cartographie en France découlent de la biogéographie et des travaux phytogéographiques des Français Charles Henri Marie Flahault et Henri Gaussen. Le 10 février 1947 est créé le Service de la carte phytogéographique du CNRS associant le Service de la carte de la Végétation à 1/200 000 à Toulouse sous la direction du professeur Gaussen, dont le concept de base est la dynamique des formations végétales, et le Service de la carte des groupements végétaux à 1/20 000, à Montpellier sous la direction du professeur Emberger, dont le concept de base est la sociologie des groupements végétaux. Ces services sont séparés en 1960 en deux laboratoires propres : le Service de la carte de la végétation SCV à Toulouse, dont la mission fondamentale est la couverture intégrale du territoire ; le Centre d’études phytosociologiques et écologiques (CEPE, devenu CEPE L. Emberger en 1969, et Centre d'écologie fonctionnelle et évolutive CEFE en 1988) à Montpellier, où l’expression cartographique reste l’un des moyens de recherche, sans obligation de couverture nationale.
Ces cartes passent par deux grandes étapes:
- délimitation et représentation cartographique (maintenant généralement sur SIG) de la caractérisation de la végétation par zones phytogéographiques
- recherche des facteurs et impacts édaphiques et climatiques discriminants ces zones phytogéographiques.

Une carte phytogéographique peut se faire à différentes échelles (mondiales, continentales à locales) et peut éventuellement ne concerner qu'un groupe d'espèces ou un seul type de milieu, par exemple le milieu Forêt et les espèces forestières ; 

Ainsi en France, l'INRA a-t-il - dans le cadre du projet « Carbofor » - produit des cartes à partir d'environ 100 000 relevés de végétation forestière (Inventaire forestier national) effectués de 1992 à 2005 et regroupés en 308 petites régions forestières (la moyenne était de 1 relevé pour 130 ha de forêts, ce qui est estimé donner un niveau suffisant de représentativité statistique pour des cartes nationales).

## Zones phytogéographiques

Carte phytogéographique de l'Europe

On peut distinguer en Europe six grandes zones biogéographiques : atlantique, continentale, méditerranéenne, alpine, macaronésienne et boréale. Les quatre premières zones précitées sont présentes en France et sont détaillées ci-dessous :

### La zone atlantique
Concerne en France la Manche, ainsi que l’Ile-de-France, le Centre, la Bretagne, la Normandie, le Pays de la Loire, l'Aquitaine et l’essentiel de Midi-Pyrénées. C’est le domaine de la plaine et des collines basses, où l’on trouve notamment des forêts de type Chênaies-Charmaies, sur sols riches en azote, à Jacinthe des bois (Hyacinthoides non-scripta), des landes plus ou moins humides, sur sols pauvres en azote, à bruyères (Erica cinerea, E. tetralix, E. ciliaris), des grandes cultures, sur limons fertiles, dont la flore adventice s’est largement appauvrie à cause de l’intensification agricole.

### La zone continentale
Concerne en France l’est du Nord-Pas de Calais, les Vosges, l’Alsace-Lorraine, ainsi que la Bourgogne, le Limousin, l’Auvergne et une partie de Rhône-Alpes. C’est le domaine des collines et des moyennes montagnes, où l’on trouve des forêts de type Hêtraies ou Chênaies-Hêtraies, avec des espèces plus ou moins montagnardes, des vallons humides à Carex élevé (Carex pendula), des forêts alluviales à Orme lisse (Ulmus laevis), des « savarts » sur sols calcaires, des prairies pâturées et de vastes étangs ou lacs artificiels.

### La zone méditerranéenne
Concerne en France le Languedoc-Roussillon, la Provence–Alpes-Côte d’Azur et la Corse;jusqu'à environ 700 m d'altitude. C’est le domaine de l’Olivier (Olea europea), du Pin d'alep (Pinus halepensis), du Chêne vert (Quercus ilex) et liège (Quercus suber), des landes, sur sols acides, à Lavande et à Cistes, des garrigues à Chêne kermes (Quercus coccifera) sur sols calcaires neutres ou basiques, à Romarin (Salvia rosmarinus). Sur le littoral, de nombreuses plantes ornementales et arbres issus des régions du monde à climats méditerranéens ou voisins (Afrique du Sud et du Nord, Californie, Australie, Mexique, etc.) y ont été introduites.

### La zone montagnarde
Concerne en France essentiellement les régions Rhône–Alpes, Massif-central, Jura, Vosges, Provence–Alpes-Côte d’Azur et Midi–Pyrénées ; au-dessus de 1000 m en général. C’est le domaine des forêts de Hêtre (Fagus sylvatica) ou de conifères (Pinus sylvestris, Picea abies, Abies alba, Larix decidua), des pelouses acidiphiles à Carex courbé (Carex curvula) et à Fétuques (Festuca varia, F. eskia, F. supina), des brousses à Rhododendron (Rhododendron ferrugineum) ou Aulne vert (Alnus viridis), des combes à neige et des éboulis à Arabettes (Arabis alpina, A. caerulea) et Tabouret (Thlaspi rotundifolium).